# Диапорос
Диа̀порос (на гръцки: Διάπορος) е малък остров в Северна Гърция, част от дем Ситония, област Централна Македония с 542 жители. Диапорос е разположен в западния край на Атонския залив между втория и третия ръкав на Халкидическия полуостров срещу село Вурвуру на полуостров Ситония. Площта му е 3,2 km2. Островът оформя голям естествен залив, който служи за пристанище. Заливът е плитък и подходящ за плуване през зимата. По-голямата част от острова е покрита с борова гора.
В местността Крифто (в превод Скрито) са запазени останки от късноантичната църква „Свети Андрей“, най-старата християнска църква на Ситония, датирана около 500 г. Църквата е базилика, построена с варовик и мрамор, докарани отдалеч, което говори за икономическия просперитет в региона. Впечатляващи са и теракотените християнски гробници, датирани от IV век до катастрофалното нашествие на хуните в 540 г., което заедно с последвалите славянски нападения и силните земетресения през VII век води до изчезване на християнското население на острова.